# Austin A40 Cambridge
La A40 Cambridge è un'autovettura prodotta dall'Austin dal 1954 al 1956 in 30.666 esemplari.

## Il contesto

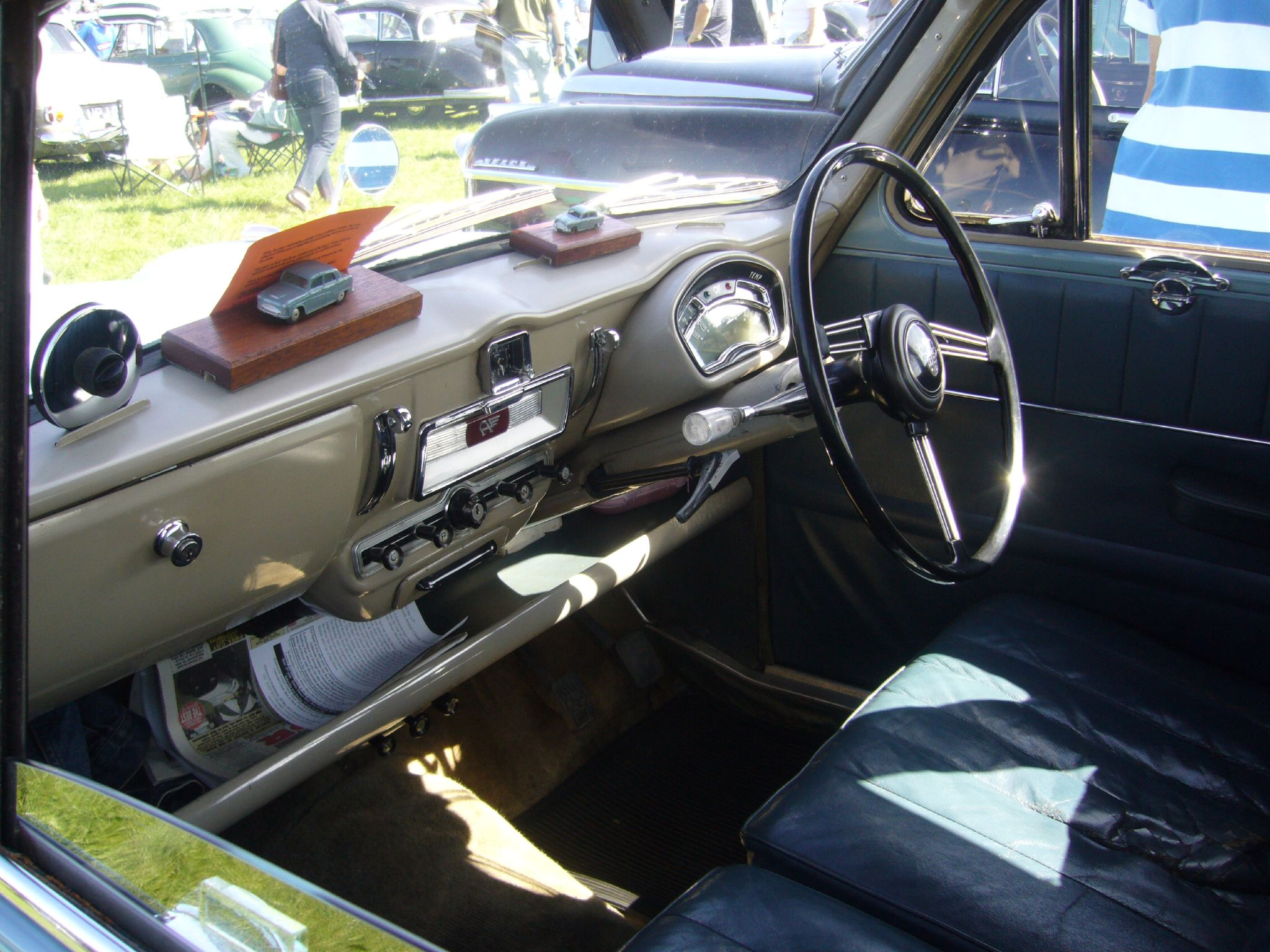
Il Cruscotto

La vettura possedeva una linea piuttosto arrotondata come la contemporanea A50 Cambridge ed i primi esemplari della successiva A55 Cambridge. Gli ultimi esemplari di quest'ultima e la A60 Cambridge possedevano invece una linea diversa, che era opera di Pininfarina. L'Austin A40 Cambridge aveva un corpo vettura dal design moderno che comprendeva parafanghi integrati ed una calandra che si sviluppava per tutta la larghezza del frontale. Fu commercializzata in un'unica versione, berlina quattro porte.
Il nome A40 fu in seguito riutilizzato dall'Austin per la Austin A40 Farina, che venne prodotta dal 1958 al 1967, e che non fu né la sostituta né la derivata della A40 Cambridge. Il nome Cambridge fu invece utilizzato in precedenza per un allestimento dell'Austin 10.

## Caratteristiche tecniche
Il motore, a quattro cilindri in linea e valvole in testa, possedeva una cilindrata di 1,2 L. Questo propulsore erogava 42 CV di potenza e fu in precedenza utilizzato sulla A40 Somerset. Il nome di questo motore della BMC, cioè del gruppo che possedeva il marchio Austin, era B-Series. 
Il cambio era a quattro velocità, ed era controllato da una leva montata sul piantone dello sterzo. Le sospensioni erano indipendenti; quelle dell'avantreno erano formate da molle elicoidali e bracci trasversali, mentre quelle del retrotreno erano costituite da un assale rigido e da una barra antirollio.